# Dirphia nora
Dirphia nora är en fjärilsart som beskrevs av Druce 1897. Dirphia nora ingår i släktet Dirphia och familjen påfågelsspinnare. Inga underarter finns listade i Catalogue of Life.